# Pro Evolution Soccer 2009

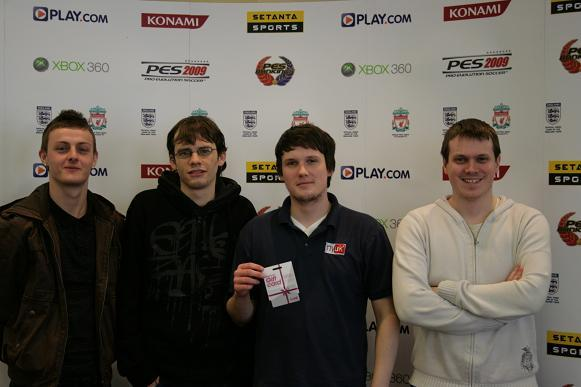
Hansligg, Neo, Chris e Keenan

Pro Evolution Soccer 2009 (mais conhecido como PES 2009) é um simulador de futebol da saga Pro Evolution Soccer da Konami.

## Novidades
- Modalidade exclusiva da Liga dos Campeões da UEFA, utilizando todos os elementos e atributos da competição (apenas para consolas de 7ª geração e PC)
- Gráficos melhorados;
- Jogadores mais inteligentes;
- Ângulos de câmera novos, mais realísticos;
- Equipes, jogadores e estádios novos;
- Melhorias na modalidade Liga Master;
- O novo modo Rumo ao Estrelato (Become a Legend), onde se assume o comando de um único jogador ao longo de sua carreira;
- Atualização dos clubes e das equipes nacionais;
- Usando uma câmera USB, pode criar um jogador com a sua cara;
- Maior controle da bola e movimentações quase perfeitas;

## Material licenciado e não-licenciado

### Ligas
- Ligas totalmente licenciadas:[1]
  -  Ligue 1 Orange
  -  Eredivisie
- Ligas parcialmente licenciadas:
  -  Liga Inglesa (Premier League) (apenas 2 clubes licenciados)
  -  Liga Espanhola (La Liga) (11 clubes licenciados)
  -  Série A (Todos os clubes licenciados, mas o logótipo e o nome da liga não estão)

As equipes não licenciadas, não têm nomes reais, por isso basta editar os equipamentos e emblemas no "edit mode".

### Competições
A Konami anunciou que obteve os direitos à Liga dos Campeões da UEFA (Existente somente nas versões para XBOX 360 e PS3) para os próximos quatro anos seguintes somente para o Pro Evolution Soccer. O Manchester United e o Liverpool são os clubes ingleses licenciados na Liga dos Campeões do PES 2009, tendo as outras equipes inglesas jogadores reais no entanto escudos, uniformes e nomes falsos.

### PlayStation 2
Para as versões PS2 de PES 2009, os modos Liga dos Campeões e Online não estarão presentes, assim como os menus de jogo que foram alterados. Existem mais estádios do que nas restantes versões, mas o modo Editar tem menos funcionalidades. Esta versão conta ainda com o modo World Tour, estreado no ano de 2008 e exclusivo para PlayStation 2.

### Equipes
Clubes totalmente licenciados:
| - Boca Juniors - River Plate - Anderlecht - Club Brugge - Standard Liège - Internacional - Dinamo Zagreb - Slavia Prague - Brøndby IF - F.C. Copenhagen - Liverpool - Manchester United - HJK Helsinki - AEK Athens - Olympiacos - Panathinaikos | - Rosenborg Ballklub - S.L. Benfica - F.C. Porto - Sporting CP - CFR Cluj - Steaua Bucureşti - Spartak Moscow - Zenit St. Petersburg - Celtic F.C. - Glasgow Rangers - Klub Crvena Zvezda - Athletic Bilbao - Atlético Madrid - Barcelona - Deportivo La Coruña | - RCD Espanyol - RCD Mallorca - Racing de Santander - Real Madrid CF - Real Valladolid - Sevilla FC - Villarreal - AIK Fotboll - Hammarby IF - IFK Göteborg - FC Basel - Beşiktaş J.K. - Fenerbahçe S.K. - Galatasaray S.K. - Dynamo Kyiv - Shakhtar Donetsk |

### Seleções Nacionais
As seguintes seleções estão presentes em Pro Evolution Soccer 2009:
| Europa - Albânia¹ - Andorra¹ - Armênia¹ - Áustria - Azerbaijão¹ - Bielorrússia¹ - Bélgica³ - Bósnia e Herzegovina¹ - Bulgária¹ - Croácia³ - Chipre¹ - Tchéquia³ - Dinamarca - Inglaterra³ - Estónia¹ - Ilhas Faroé¹ - Finlândia - França³ - Geórgia¹ - Alemanha¹ - Grécia³ - Hungria - Islândia¹ - Irlanda³ - Israel - Itália³ - Cazaquistão¹ - Letónia¹ - Liechtenstein¹ - Lituânia¹ - Luxemburgo¹ - Macedônia do Norte¹ - Malta¹ - Moldávia¹ - Montenegro¹ - Países Baixos³ - Irlanda do Norte³ - Noruega - Polónia - Portugal³ - Romênia - Rússia - San Marino¹ - Escócia³ - Sérvia¹ - Eslováquia¹ - Eslovênia - Espanha³ - Suécia³ - Suíça - Turquia³ - Ucrânia - País de Gales¹ | África - Camarões - Costa do Marfim³ - Egito² - Gana³ - Guiné³ - Libéria³ - Mali³ - Marrocos³ - Nigéria - Senegal1, 2 - África do Sul - Tunísia¹ - Zâmbia¹ - Zimbabwe¹ | América - Argentina³ - Bolívia³ - Brasil³ - Chile - Colômbia - Equador - Paraguai - Peru - Uruguai - Venezuela³ - Canadá1, 2 - Costa Rica¹ - Honduras¹ - Jamaica¹ - México - Estados Unidos¹ | Ásia e Oceania - Afeganistão¹ - Austrália³ - Bahrein¹ - China¹ - Irã¹ - Iraque¹ - Japão³ - Jordânia¹ - Catar¹ - Arábia Saudita¹ - Coreia do Sul³ - Tailândia¹ - Emirados Árabes Unidos¹ - Uzbequistão¹ |

Legenda
¹ - Times consistindo em jogadores com falsos nomes.
² - Egito e Senegal fazem suas reaparições no jogo, substituindo as seleções de Angola e Togo, enquanto o Canadá faz a sua primeira aparição como um time que pode ser jogado, substituindo Trinidad e Tobago.
³ - Equipes totalmente licenciadas.

## Modo "Rumo ao Estrelato"
Esse modo permite que você vá de um simples jogador de um time com nível de segunda divisão à fama como a maior estrela do maior time do jogo. Você primeiro edita seu nome e sua aparência (seu rosto pode ser fotografado com uma câmera USB). Então, escolhe sua posição. Aí, você escolhe a liga que vai jogar (há a opção de editar e criar sua liga personalizada). Você começa como um jogador, e certos times estariam de olho em você.
Você faz um jogo teste e, quanto melhor você for no jogo, maior o nível dos time interessados em você. Escolha seu time e aceite sua contratação. Primeiro, você surge como sem utilidade, mas participa de jogos treino. Caso você jogue bem, você conquista um lugar na reserva e o técnico fará substituições para que você possa jogar parte da partida. Se você for bem conseguirás um lugar no time titular. Ao longo do tempo, apresentarão-lhe propostas de transferências. Aproveite-as ao máximo.

## Estádios
Estes estádios estão disponíveis nas versões PS3, Xbox 360 e PC:
| #  | Estádio                      | Nome Real       | Continente     | País           | Equipas                                 |
| -- | ---------------------------- | --------------- | -------------- | -------------- | --------------------------------------- |
| 1  | Konami Stadium               | Fictício        | Ásia           | Japão          | -                                       |
| 2  | Estádio da Luz               |                 | Europa         | Portugal       | S.L. Benfica                            |
| 3  | Estádio do Dragão            |                 | Europa         | Portugal       | F.C. Porto                              |
| 4  | Estádio José de Alvalade XXI |                 | Europa         | Portugal       | Sporting C.P.                           |
| 5  | Santiago Bernabéu            |                 | Europa         | Espanha        | Real Madrid C.F.                        |
| 6  | Camp Nou                     |                 | Europa         | Espanha        | FC Barcelona                            |
| 7  | Orange Arena                 | Amsterdam Arena | Europa         | Países Baixos  | AFC Ajax                                |
| 8  | Rogenbogen Platz             | Allianz Arena   | Europa         | Alemanha       | FC Bayern München e TSV 1860 München    |
| 9  | Antlion Colosseum            | El Monumental   | América do Sul | Argentina      | River Plate                             |
| 10 | Ville Marie Stadium          | Stamford Bridge | Europa         | União Europeia | -                                       |
| 11 | Bristol Mary Stadium         | Fictício        | Europa         | União Europeia | -                                       |
| 12 | Mohamed Lewis Stadium        | Fictício        | África         |                | -                                       |
| 13 | Stockholm Arena              | Råsunda         | Europa         | Suécia         | AIK Fotboll e Seleção Sueca             |
| 14 | San Siro                     |                 | Europa         | Itália         | A.C. Milan e F.C. Internazionale Milano |
| 15 | Stadio Olimpico              |                 | Europa         | Itália         | Roma e Lazio                            |
| 16 | Stadio Olimpico di Torino    |                 | Europa         | Itália         | Juventus e Torino                       |
| 17 | Stade Louis II               |                 | Europa         | Mónaco         | AS Monaco                               |
| 18 | Stade de France              |                 | Europa         | França         | Seleção Francesa                        |
| 19 | Wembley Stadium              |                 | Europa         | Inglaterra     | Seleção Inglesa                         |

Estes estádios estão disponíveis na versão PS2:
| #  | Estádio            | Nome Real                | Continente | País           | Equipas                                  |
| -- | ------------------ | ------------------------ | ---------- | -------------- | ---------------------------------------- |
| 1  | Old Trafford       | Licenciado               | Europa     | Inglaterra     | Manchester United                        |
| 2  | Anfield            | Licenciado               | Europa     | Inglaterra     | Liverpool FC                             |
| 3  | Magpie Park        | St. James' Park          | Europa     | Inglaterra     | Newcastle United                         |
| 4  | Stade Louis II     | Licenciado               | Europa     | Mônaco         | AS Monaco FC                             |
| 5  | Lutecia Park       | Parc des Princes         | Europa     | França         | Paris Saint-Germain                      |
| 6  | Massilia Stadium   | Stade Vélodrome          | Europa     | França         | Olympique de Marseille                   |
| 7  | San Siro           | Licenciado               | Europa     | Itália         | Inter e A.C. Milan                       |
| 8  | Delle Alpi         | Licenciado               | Europa     | Itália         | Juventus F.C. e Torino F.C.              |
| 9  | Stadio Olimpico    | Licenciado               | Europa     | Itália         | Seleção Italiana, S.S. Lazio e A.S. Roma |
| 10 | Artemio Franchi    | Licenciado               | Europa     | Itália         | ACF Fiorentina                           |
| 11 | Borussia Stadion   | Signal Iduna Park        | Europa     | Alemanha       | Borussia Dortmund                        |
| 12 | Hauptstadtstadion  | Olympiastadion Berlin    | Europa     | Alemanha       | Hertha Berlin                            |
| 13 | Blautraum Stadion  | Bielefelder Alm          | Europa     | Alemanha       | Arminia Bielefeld                        |
| 14 | Orange Arena       | Amsterdam Arena          | Europa     | Países Baixos  | Ajax                                     |
| 15 | Rotterdam Stadion  | De Kuip                  | Europa     | Países Baixos  | Feyenoord                                |
| 16 | Santiago Bernabeu  | Licenciado               | Europa     | Espanha        | Real Madrid C.F.                         |
| 17 | Camp Nou           | Licenciado               | Europa     | Espanha        | FC Barcelona                             |
| 18 | Riazor             | Licenciado               | Europa     | Espanha        | R.C. Deportivo La Coruña                 |
| 19 | Estadio Palo       | Estadio de Mestalla      | Europa     | Espanha        | Valencia C.F.                            |
| 20 | Stockholm Arena    | Råsunda                  | Europa     | Suécia         | Seleção Sueca e AIK                      |
| 21 | Cuito Cuanavale    | Vodacom Park             | África     | África do Sul  | Bloemfontein Celtic                      |
| 21 | Diamond Stadium    | Newlands Stadium         | África     | África do Sul  | Nenhuma                                  |
| 22 | Estadio Gran Chaco | La Bombonera             | América    | Argentina      | C.A. Boca Juniors                        |
| 23 | Amerigo Atlantis   | Columbus Crew Stadium    | América    | Estados Unidos | Columbus Crew                            |
| 24 | Nakhon Ratchasima  | Busan Asiad Main Stadium | Ásia       | Coreia do Sul  | Busan IPark                              |
| 25 | Nangsoh Stadium    | Seoul World Cup Stadium  | Ásia       | Coreia do Sul  | Seleção Sul-Coreana e FC Seoul           |

## Capa
Lionel Messi e Andrés Guardado são os atletas que aparecem na capa do PES 2009. Como parte do novo acordo, Messi é destaque na capa de todas as versões do PES 2009, e também aparece nos materiais promocionais para o jogo.

## Recepção
| Publicação | Nota | Link |
| ---------- | ---- | ---- |
| MetaCritic | 79%  | Link |
| PSM3       | 88%  | Link |
| OPM        | 9/10 | Link |
| Eurogamer  | 7/10 | Link |
| IGN UK     | 8.5  | Link |

A versão para PlayStation 2 do Pro Evolution Soccer 2009 foi o 100º jogo mais vendido no Japão em 2008, tendo cerca de 135 mil cópias vendidas, somando mais de 680 mil no mundo inteiro, enquanto a versão para PlayStation 3, foi o 32º jogo mais vendido do ano no Japão, vendendo 297.896 cópias.